# 쇼하시왕
쇼하시왕(일본어: 尚巴志王 상파지왕[*], 1372년 ~ 1439년 음력 6월 1일)은 류큐왕국 제1쇼씨 왕조의 제2대 국왕(재위 기간: 1422년 ~ 1439년)이자 초대 류큐 국왕이다. 신호(神號)는 세지타가마모노(勢治高真物)이다.

## 개요
쇼시쇼의 장남으로 어머니는 미사도(美里子)의 딸이었다. 아버지 시쇼는 사시키아지(佐敷按司)로 「나와시로우후야(苗代大親)」로도 불렸다. 《중산세보》(中山世譜)에 따르면 어려서 쇼하시는 키가 다섯 자도 넘지 않아서 사람들은 모두 사시키쇼아지(佐敷小按司)라고 불렀다고 한다.
세자 시절이던 21세 때 쇼하시왕은 아버지의 뒤를 이어 난잔(南山)의 사시키아지가 되었다. 1398년 쇼하시는 시마지리오자토(島尻大里城)의 아지 오에이지(汪英紫)와 함께 모의해 난잔왕(南山王) 쇼삿토(承察度)를 쳐서 패배시키고, 오에이지를 도와 그가 난잔의 왕위에 오르도록 했으며 그와 동맹을 맺었다.
1406년 중산왕 부네이(武寧)의 폭정을 명분으로 세워 그를 쳐서 삿토 왕조(察度王朝)를 멸망시키고 중산의 왕위를 찬탈하였으며, 슈리(首里, 지금의 오키나와현 나하시那覇市)를 수도로 정하고 아버지 쇼시쇼왕을 새로운 츄잔왕으로 받들었다. 쇼하시 자신은 아버지를 보좌해 국정을 집정하였다.
1416년 호쿠잔국(北山国)을 쳐서 멸하고 차남 쇼츄(尚忠)를 호쿠잔칸슈(北山監守)로 삼아 북부를 안정시켰다.
1421년에 쇼시쇼왕이 서거하고 이듬해인 1422년 츄잔왕으로 즉위하였다. 1424년 봄에 처음으로 명(明)에 사신을 보내 조공하면서 부왕의 부고를 알리고 명으로부터 츄잔왕 책봉을 받는다.
1429년 난잔에 대해 전쟁을 일으켜 다루미이(他魯毎)를 잡아 죽이고 난잔을 멸망시켰다. 이로써 쇼하시는 삼산(三山)을 통일, 제1쇼씨 왕조에 의한 류큐 열도 최초의 통일국가를 수립하였다. 이듬해인 1430년 다시금 명에 사신을 보내 조공하였고, 명의 선덕제(宣德帝)는 시산(柴山)을 답사로 보내 왕에게 쇼(尚)라는 왕성(王姓)과 함께 류큐(琉球)라는 국호를 내렸으며 이후 중산왕은 스스로 류큐국(琉球國)을 자처하게 되었다고 한다. 1431년에는 조선(朝鮮)에도 사신을 보냈다.
재위 중 쇼하시왕은 화교 출신의 회기(懷機)라는 인물을 신임해 그에게 국상의 자리와 함께 섭정을 맡기고, 명 왕조를 통해 대륙의 선진문물을 받아들인다. 회기의 주재 아래서 슈리성(首里城)을 확장해 정비하였고, 안국산(安国山)에 꽃나무를 심고 중산문(中山門)을 세우고 외원(外苑)을 정비했다. 또한 나하 항(那覇港)의 정비를 추진해 중국 명나라(明)을 비롯해 조선, 일본, 남방 제국 등 바다 바깥의 나라들과의 교역을 융성하게 하여 류큐 번영의 기초를 쌓았다. 국상 회기는 1439년 쇼하시왕이 죽은 뒤 슈리 성 부근에 세워진 쇼하시왕의 능묘 천산릉(天山陵) 앞에 집을 짓고 왕의 무덤을 수묘하였다고 한다.
그러나 이후 쇼하시왕과 그의 아들로써 즉위한 쇼츄(尚忠), 쇼시타쓰(尚思達) 형제 왕은 요미탄촌(讀谷村)의 기나(喜名)에 합장되었다. 1469년 제1쇼씨 왕조가 망하고 제2쇼씨 왕조가 세워진 뒤, 쇼엔왕(尚圓王)을 지지하던 자들이 천산릉에 불을 질러 태워버렸기 때문이었다. 이때 쇼하시왕과 쇼츄, 쇼시타쓰 삼부자의 유골은 옮겨져 요미탄 산(讀谷山) 마기리(間切)의 이라미나(伊良皆)에 있는 사시키 숲에 묻혔다. 또는 쇼하시왕 사후 그에게 멸망당한 난잔과 호쿠잔의 후예들이 그의 유골을 파내어 보복하고자 했고, 이때 히라타시(平田子)와 야비타시(屋比久子)가 이를 미리 알고 쇼하시왕의 유골을 꺼내 해당 지역에 옮겨 묻은 것이라고도 한다.

## 한국과의 관계
한국의 《해동제국기》(海東諸國記)에는 세종(世宗) 13년 신해(1431년) 류큐국 중산왕 상파지(琉球國中山王尙巴志)의 명의로 조선에 사신을 보내 조공하였다고 적고 있다. 《세종실록》에 따르면 이 해 9월에 정사(正使) 하례구(夏禮久)와 부사(副使) 의보결제(宜普結制) 등은 일본 쓰시마(對馬)의 상선을 빌려 타고 조선의 경상도(慶尙道) 내이포(乃而浦)에 다다랐는데, 이들이 단순한 상인이 아니라 류큐 왕부의 사신임을 알게 된 조선 예조(禮曹)는 예문직제학 배환(裵桓)을 선위사로 삼아 류큐 사신을 한양으로 불러들였고, 일본 사신의 객관인 동평관(東平館)에 사신을 머무르게 하였으며 11월 9일 경복궁에서 벌어진 망궐례에서 쇼하시왕의 국서를 세종에게 전했다. 조선은 류큐가 조선과 마찬가지로 명 왕조의 책봉을 받은 나라라 하여 일본 사신보다 격을 높여 예우하였으나, 품계는 일본 사신의 예를 따라 3품 반열로 두었다.
또 세종 15년(1433년) 류큐에서 배 모형을 만들어 바치고 또 쓰시마를 거쳐 배 만드는 장인이 조선에 왔는데, 류큐 선장(船匠)들이 조선에서 만든 월자갑선(月字甲船)은 선체 윗부분의 장식이나 아랫부분에 모두 쇠못을 사용했고 3,352근 1냥의 쇠가 들었으며, 조선에서는 이 류큐식 월자갑선을 서강(西江)에 띄워 조선 배와 함께 시험하였는데, 결과는 류큐 장인이 만든 배가 조선측 배보다는 조금 더 빨랐지만 크게 두드러지는 차이는 없었다고 하며 세종은 류큐식 배가 아랫부분이 튼튼한 점을 들어 기존의 조선식 전함과 함께 군에서 사용하도록 했다. 류큐 선장 오보야고(吾甫也古) 등은 세종의 뜻에 따라 조선인과 결혼했고 조선에 남았으나 1년 만인 세종 16년(1434년) 5월에 사망하였고 조정에서는 부의(賻儀)로 관(棺)과 종이 50권, 쌀 6석을 내려 주었다. 또 다른 선장 오부사두(吾夫沙豆)는 세종 17년(1435년) 10월 조정의 허가를 얻어 조선측 통사 김원진(金原珍)을 따라 처자를 보러 류큐로 들어 갔는데, 김원진은 2년 뒤에 김용덕(김원진 본인의 손녀) 등 조선인 6명을 류큐 국에서부터 함께 데리고 귀국하였다.
세종 19년(1437년)에는 일본어에서 류큐어파도 함께 배우도록 하였다.

## 가족
- 아버지: 쇼시쇼왕(尚思紹王)
- 어머니: 미사도(美里子)의 딸
- 왕비: 마나베카네(真鍋金, 이하아지(伊覇按司)의 딸)
- 자녀:
  - 장남: 사시키왕자(佐敷王子)
  - 차남: 쇼츄왕(尙忠王)
  - 삼남: 나키진 왕자(今帰仁王子)
  - 사남: 야에세아지(八重瀬按司)
  - 오남: 쇼킨부쿠왕(尚金福王)
  - 육남: 후리(布里)
  - 칠남: 쇼타이큐왕(尚泰久王)
  - 팔남: 마에다아지(前田按司)
  - 장녀: 사스카사아지카나시(佐司笠按司加那志)

## 같이 보기
- 산잔 시대
- 츄잔